# Marija Petković
Marija Petković, C.F.M., řeholním jménem Marie od Ježíše Ukřižovaného (10. prosince 1892, Blato – 9. července 1966, Řím) byla chorvatská římskokatolická řeholnice, zakladatelka a členka kongregace Františkánských dcer milosrdenství. Katolická církev ji uctívá jako blahoslavenou.

## Život

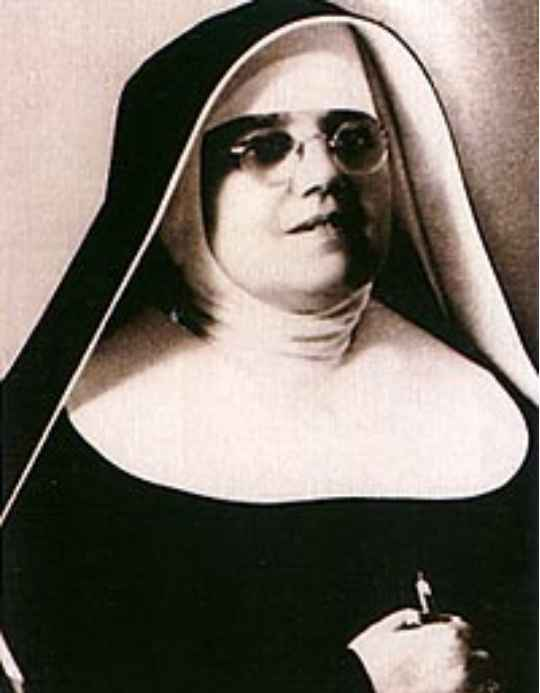
Fotografie

Narodila se dne 10. prosince 1892 v malém městě Blato na chorvatském ostrově Korčula jako šesté z jedenácti dětí rodičům Antunu Petković-Kovačovi a Mariji Marinović.
Po absolvování základní školy se v roce 1904 zapsala do blatské obecní školy, kterou založily členky kongregace Milosrdných sester služebnic. Po úspěšném absolvování tříletého programu pokračovala ve studiu na škole domácích věd, rovněž pod vedením Milosrdných sester služebnic. V roce 1906 vstoupila do sdružení Dcer Marie. Přibližně v té době se svěřila dubrovnickému biskupovi Josipu Marcelićovi o své touze po zasvěceném životě. Dne 21. listopadu 1906 složila soukromý slib čistoty.

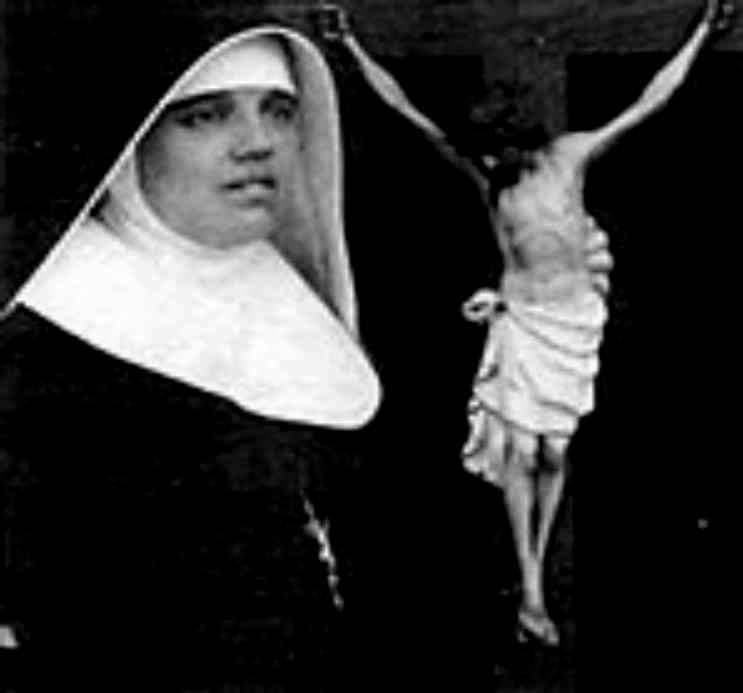
Fotografie

V letech 1909–1919 byla prezidentkou Dcer Marie. Přestože byla křehká a často nemocná, zajišťovala kromě svých povinností v domě svých rodičů katechezi a výuku obecných předmětů pro děti z rodin, jejichž rodiče pracovali na statku jejího otce. V roce 1911 její otec zemřel, načež pomáhala matce s péčí o rodinu a zajišťovala vzdělání ostatních dětí. Zapojila se do řady katolických organizací a v roce 1915 pod vedením biskupa Josipa Marceliće založila své první sdružení, Společnost katolických matek. V té době musela čelit důsledkům první světové války. V roce 1917 převzala odpovědnost za vedení františkánů třetího řádu. Téhož roku začala pomáhat Milosrdným sestrám služebnicím v jimi řízené vývařovně.
V roce 1918 učinila formální slib služby chudým. Dne 25. března 1919 vstoupila do kongregace Milosrdných sester služebnic, avšak členky komunity se po krátké době musely vrátit do Itálie, odkud kongregace pocházela ještě předtím, než by složila řeholní sliby. V jejich bývalém řeholním domě poté utvořila komunitu sester. Biskup Josip Marcelić jí v této činnosti podporoval. V zimě roku 1919 otevřela v Blatě tři dobročinné ústavy: denní zotavovnu, zařízení pro péči o děti a sirotčinec.

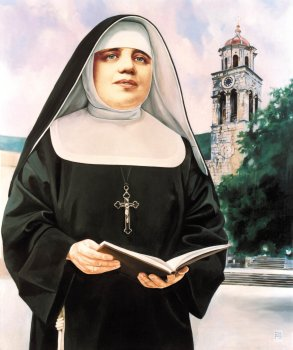
Obraz

Založila novou ženskou řeholní kongregaci Františkánských dcer milosrdenství, do které spolu se svoji komunitou vstoupila a přijala řeholní jméno Marie od Ježíše Ukřižovaného. V té době také sepsala stanovy nové kongregace a stala se její první generální představenou. Její kongregace se poté rozrostla o nové členky i řeholní domy v dalších oblastech, její členky zřizovaly a spravovaly dobročinné ústavy a sociální služby, jako např. pečovatelské domy, mateřské školy, nebo nemocnice.
Mezi lety 1920–1952 byla pětkrát zvolena generální představenou jí založené kongregace. Cestovala po Chorvatsku, navštívila také Latinskou Ameriku nebo Itálii, a snažila se svoji kongregaci rozšířit, kdy založila celkem 46 řeholních domů.

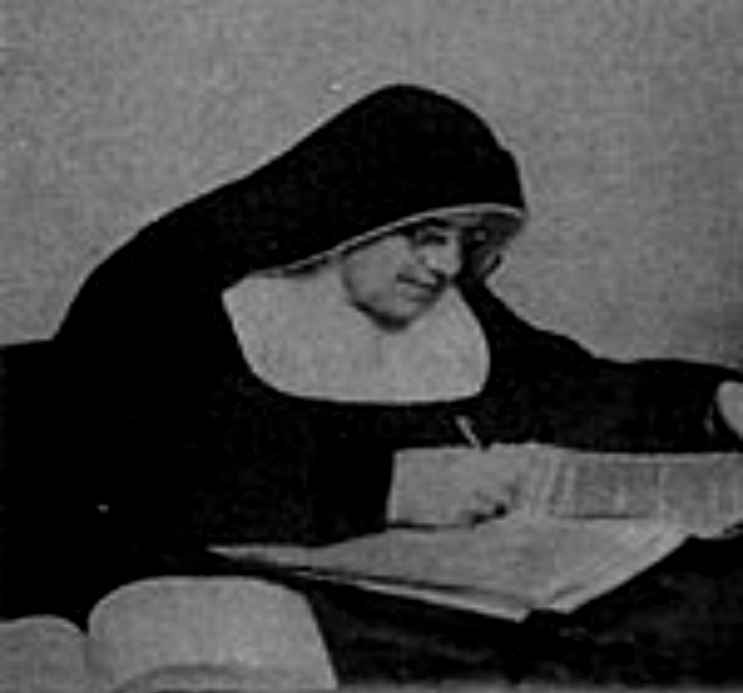
Fotografie

V letech 1940–1952 žila v Argentině, odkud se její kongregace rozrůstala po Latinské Americe , kde vykonávala charitativní činnost. Kromě katecheze organizovala výuku hygieny, ekonomiky, domácí výroby, šití a krejčovství, pletení, ošetřovatelství a psaní na stroji. V roce 1952 odcestovala do Říma, kde zřídila nový mateřský dům jí založené kongregace. V roce 1954 utrpěla mrtvici, po které trvale ochrnula. V roce 1961 se ze zdravotních důvodů vzdala funkce generální představené.
Pokračovala ve sledování událostí v římskokatolické církvi i její kongregaci, zejména těch změn, které přinesl II. vatikánský koncil. Zemřela dne 9. července 1966 v Římě a byla pohřbena na římském hřbitově Campo Verano. O tři roky později byly její ostatky přeneseny do kaple mateřského domu jí založené kongregace v Římě, kde zůstaly do roku 1998, kdy byly pohřbeny v jejím rodném Blatě.

## Úcta
Její beatifikační proces započal dne 11. ledna 1989, čímž obdržela titul služebnice Boží. Dne 5. července 2002 ji papež sv. Jan Pavel II. podepsáním dekretu o jejích hrdinských ctnostech prohlásil za ctihodnou. Dne 20. prosince 2002 byl uznán zázrak na její přímluvu, potřebný pro její blahořečení.
Blahořečena pak byla dne 6. června 2003 v Dubrovníku papežem sv. Janem Pavlem II.
Její památka je připomínána 9. července. Bývá zobrazována v řeholním oděvu.